# Неопределившиеся
«Неопределившиеся» (англ. Undeclared) — американский ситком, созданный Джаддом Апатоу. Транслировался на телеканале «Fox» с 2001 по 2002 год.

## Сюжет
Сериал рассказывает о нескольких первокурсниках, об их студенческой жизни и отношениях между собой.

## Актёры и персонажи
- Джей Барушель — Стивен Карп
- Карла Галло — Лиззи Эксли
- Чарли Ханнэм — Ллойд Хаузи
- Моника Кина — Рейчел Линдквист
- Кристина Пайано — Тина Элрой
- Сет Роген — Рон Гарнер
- Тимм Шарп — Маршалл Несбит
- Лоудон Вейнрайт III — Хэл Карп, отец Стивена
- Джейсон Сигел — Эрик, экс-бойфренд Лиззи
- Кевин Ранкин — Люсьен, нерд одержимый Хилари
- Эми Полер — Хилари
- Кевин Харт — Люк, религиозный студент
- Дэвид Крамхолц — Грег, близкий друг и коллега Эрика
- Кайл Гэсс — Евгений, другой близкий друг и коллега Эрика
- Бизи Филиппс — Келли, гид по университетскому городку.